# Upernivik Ø

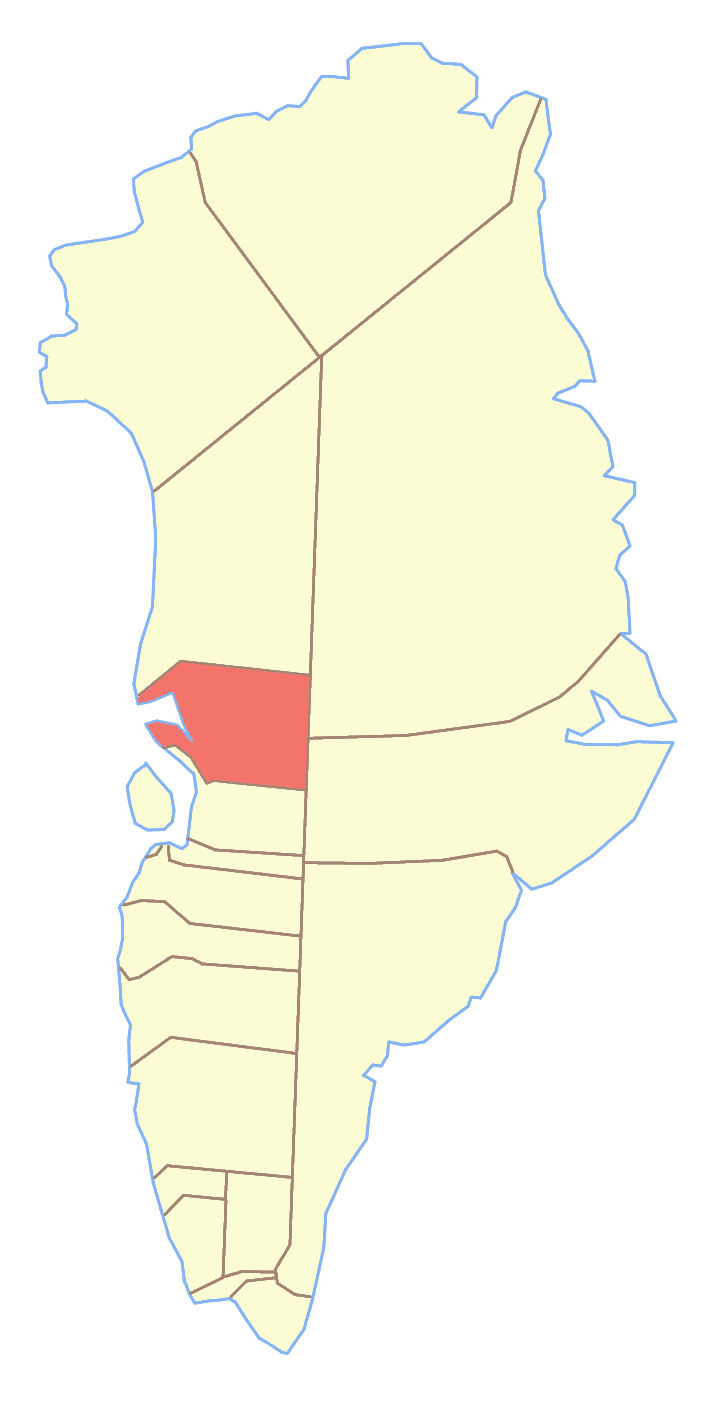
Ex comune di Uummannaq, dove si trovava Upernivik Ø

Upernivik Ø è un'isola disabitata della Groenlandia di 540 km². Si trova a 71°16'N 52°45'O; appartiene al comune di Avannaata.